# فيكتوريا (بوينس آيرس)
فيكتوريا (بالإسبانية: Victoria, Buenos Aires)‏ هي منطقة سكنية تقع في الأرجنتين في San Fernando Partido. يقدر عدد سكانها بـ 39,447 نسمة وترتفع عن سطح البحر 11 متر.